# Испенџа
Испенџа је био порез за немуслимане у Османском царству.

## Историја
Испенџа је био порез на земљиште кога је плаћало немуслиманско становништво Османског царства, као пандан ресм-и ћифту кога су плаћали муслимани, а који је био мањи од испенџе. У време владавине Бајазита II умањена је висина испенџе, како би их порески обвезници могли исплатити, а поново је износ испенџе умањен 1587. године. Хришћане је овај порез подстицао на преобраћање у ислам. Испенџа је постојала на Балкану и пре османских освајања, а под Турцима је такав порез само прилагођен. Испенџа је настала из византијског "зеугаратикиона", пореза на земљу заснованом на зеугариону - поседу који је могао бити обрађен помоћу пара волова. 